# Universidad de Jartum
La Universidad de Jartum, en árabe,  جامعة الخرطوم  ) es una universidad estatal de Sudán. 
Originada como Gordon Memorial College, se asentó como centro universitarios tras la independencia de Sudán. Posee varios hospitales y centros de investigación. 